# .pl
.pl은 폴란드의 국가 코드 최상위 도메인 이름이다. 폴란드의 연구개발기관인 컴퓨터 네트워크 연구 아카데미 (NASK)에서 운영한다. 폴란드는 이른바 유럽 지역 국가 최상위 도메인 레지스트리 협회(CENTR)의 창립국이기도 하다.

## 역사
.pl 도메인은 1990년 대공산권 수출 통제 위원회(COCOM)의 대공산권 국가와의 기술협력 금수령을 완화함에 따라 설립되었다. .pl 최초의 서브도메인은 .pwr.pl이었으며 브로츠와프 공업대학교에 할당된 것이었다.
2003년 NASK는 국제화 도메인 네임 기술을 도입하면서 라틴, 그리스, 히브리 문자는 물론 키릴 문자까지도 도메인명에 들어갈 수 있게 되었다. 2008년에는 .pl로 등록된 도메인 네임의 수가 100만 개를 초과하였으며, 2013년에는 240만 개 이상으로 집계되며 꾸준한 성장을 보였다.
.pl로 끝나는 도메인 이름은 폴란드 국립 도메인 네임 등록처에 신고하여야 한다는 의무를 갖고 있다.

## 2차 도메인
.pl도 기능별과 지역별로 다양한 2차 도메인을 사용하고 있다. 가장 흔히 쓰이는 것은 다음과 같다.

### 기능별
- .com.pl, .biz.pl – 상업용
- .net.pl – 네트워크용
- .art.pl – 예술용
- .edu.pl – 교육용
- .gov.pl – 정부기관용
- .info.pl – (일반) 정보용
- .mil.pl – 군용
- .media.pl – 미디어용
- .org.pl, .ngo.pl – 시민단체와 비영리기관용

### 지역별
폴란드의 지역 도메인은 100개가 넘는다. 여기서는 대표적인 것들로만 추렸다.
- .bialystok.pl – 비아위스토크
- .bydgoszcz.pl – 비드고슈치
- .czest.pl – 쳉스토호바
- .elk.pl – 에우크
- .gda.pl, .gdansk.pl – 그단스크
- .gorzow.pl – 고주프비엘코폴스키
- .kalisz.pl – 칼리시
- .katowice.pl – 카토비체
- .konin.pl – 코닌
- .krakow.pl – 크라쿠프
- .lodz.pl – 우치
- .lublin.pl – 루블린
- .malopolska.pl – 마워폴스카
- .nysa.pl – 니사
- .olsztyn.pl – 올슈틴
- .opole.pl – 오폴레
- .pila.pl – 피와
- .poznan.pl – 포즈난
- .radom.pl – 라돔
- .rzeszow.pl – 제슈프
- .slupsk.pl – 스웁스크
- .szczecin.pl – 슈체친
- .slask.pl – 실롱스크
- .tychy.pl – 티히
- .torun.pl – 토룬
- .wroc.pl, .wroclaw.pl – 브로츠와프
- .waw.pl, .warszawa.pl – 바르샤바
- .zgora.pl – 지엘로나구라

이밖에도 폴란드에서는 .pl에 자신만의 2차 도메인을 만들어 바로 붙이는 쪽을 선호하기 때문에 150만 개 (2012년 기준)의 도메인이 등록되어 있다고 한다.